# Vice Versa (film, 1948)
Pour les articles homonymes, voir Vice versa.
Pour plus de détails, voir Fiche technique et Distribution.
Vice Versa est un film britannique réalisé par Peter Ustinov, sorti en 1948.

## Synopsis
Dans les années 1890, le peu scrupuleux Marmaduke Paradine vole la pierre Garuda, l’œil magique d'une statue indienne, qui accorde un vœu à chaque personne qui l'a en sa possession. Après avoir appris que le voleur de la pierre ne peut avoir que de la malchance, il la donne à son ex beau-frère Paul Bultitude lorsqu'il revient en Angleterre.
Paul, un riche agent de change, n'arrive pas à comprendre pourquoi son fils aîné Dick rechigne à retourner en pension après les vacances. Il se remémore les jours heureux de sa jeunesse et fait le vœu de prendre la place de Dick alors qu'il tient la pierre. Il se retrouve alors dans le corps de son fils. Lorsque ce dernier réalise ce qui s'est passé, il fait le vœu de prendre l'apparence de son père.
Dick envoie alors avec plaisir son père à l'école, pendant que lui-même organise des fêtes, flirte avec Alice, la femme de chambre, et même continue à rencontrer Fanny Verlane, l'amie de son père. Il entre dans le capital d'une entreprise de construction automobile, ce qui accroît sa richesse. Pendant ce temps, le comportement pompeux de Paul surprend ses camarades de classe et le directeur, le Docteur Grimstone. Il rend aussi perplexe Dulcie, la fille de Grimstone, qui ne comprend pas que son petit ami la délaisse et semble attiré par la "vieille" Fanny.
Paul s'échappe de la pension et retourne chez lui, où il découvre que Paradine prévoit de faire signer à Dick de quoi prendre le contrôle de l'entreprise automobile. Il persuade son fils de revenir chacun dans son propre corps, mais Dick ne se rappelle pas où il a laissé la pierre. Par chance, ils la retrouvent en possession du fils cadet Rollie et lui font souhaiter le retour à la normale. À la suite de cette expérience, Paul devient plus compréhensif par rapport à Dick.

## Fiche technique
- Titre original : Vice Versa
- Réalisation : Peter Ustinov
- Scénario : Peter Ustinov, d'après Vice Versa: A Lesson to Fathers de Thomas Anstey Guthrie (en), sous le pseudonyme de F. Anstey
- Direction artistique : Carmen Dillon
- Décors : Colleen Browning
- Costumes : Nadia Benois
- Photographie : Jack Hildyard
- Son : Reg Barnes Heath, L.E. Overton
- Montage : John D. Guthridge
- Musique : Antony Hopkins
- Production : George H. Brown, Peter Ustinov
- Production déléguée : Filippo Del Giudice
- Production associée : Paul Sheriff
- Société de production : Two Cities Films
- Société de distribution : General Film Distributors
- Pays d'origine :  Royaume-Uni
- Langue originale : anglais
- Format : Noir et blanc — 35 mm — 1,37:1 — son mono
- Genre : Comédie fantastique
- Durée : 111 minutes
- Dates de sortie : Royaume-Uni : 28 janvier 1948

## Distribution
- Roger Livesey : Paul Bultitude
- Kay Walsh : Florence "Fanny" Verlane
- Petula Clark : Dulcie Grimstone
- David Hutcheson : Marmaduke Paradine
- Anthony Newley : Dick Bultitude
- James Robertson Justice : Docteur Grimstone
- Patricia Raine : Alice
- Joan Young : Mme Grimstone

## Autour du film
- Ce film est un remake du film muet de 1916 Vice Versa, réalisé par Maurice Elvey
- Il a fait lui-même l'objet d'un remake en 1988 : Vice Versa de Brian Gilbert